# 94.7 Cycle Challenge féminin 2017
La 3e édition du 94.7 Cycle Challenge féminin a eu lieu le 19 novembre 2017. La course fait partie du calendrier international féminin UCI 2017 en catégorie 1.1.   

## Récit de course
Ashleigh Moolman part à mi-course dans la principale difficulté du parcours et s'impose seule.

## Classements

### Classement final
| \| Classement général \| Classement général \| Classement général \| Classement général \| Classement général \| \| Coureur \| Coureur \| Pays \| Équipe \| Temps \| \| ------------------ \| -------------------- \| ------------------ \| ------------------ \| ------------------ \| \| 1re \| Ashleigh Moolman \| Afrique du Sud \| Cervélo Bigla \| 2 h 35 min 55 s \| \| 2e \| Vita Heine \| Norvège \| Hitec Products \| + 53 s \| \| 3e \| Christa Riffel \| Allemagne \| Canyon-SRAM Racing \| + 55 s \| \| 4e \| Joanna van de Winkel \| Afrique du Sud \| \| + 58 s \| \| 5e \| Susanne Andersen \| Norvège \| Hitec Products \| + 1 min 39 s \| \| 6e \| Nina Kessler \| Pays-Bas \| Hitec Products \| + 1 min 39 s \| \| 7e \| Vera Adrian \| Namibie \| Bizkaia-Durango \| + 1 min 42 s \| \| 8e \| Yzette Oelofse \| Afrique du Sud \| \| + 1 min 42 s \| \| 9e \| Samantha Sanders \| Afrique du Sud \| \| + 1 min 42 s \| \| 10e \| Trixi Worrack \| Allemagne \| Canyon-SRAM Racing \| + 1 min 42 s \| |                      |                |                    |                 |
| |                      |                |                    |                 |
| Sources : ProCyclingStats Cycling Quotient |                      |                |                    |                 |
| Classement général |                      |                |                    |                 |
| Coureur | Coureur              | Pays           | Équipe             | Temps           |
| 1re | Ashleigh Moolman     | Afrique du Sud | Cervélo Bigla      | 2 h 35 min 55 s |
| 2e | Vita Heine           | Norvège        | Hitec Products     | + 53 s          |
| 3e | Christa Riffel       | Allemagne      | Canyon-SRAM Racing | + 55 s          |
| 4e | Joanna van de Winkel | Afrique du Sud |                    | + 58 s          |
| 5e | Susanne Andersen     | Norvège        | Hitec Products     | + 1 min 39 s    |
| 6e | Nina Kessler         | Pays-Bas       | Hitec Products     | + 1 min 39 s    |
| 7e | Vera Adrian          | Namibie        | Bizkaia-Durango    | + 1 min 42 s    |
| 8e | Yzette Oelofse       | Afrique du Sud |                    | + 1 min 42 s    |
| 9e | Samantha Sanders     | Afrique du Sud |                    | + 1 min 42 s    |
| 10e | Trixi Worrack        | Allemagne      | Canyon-SRAM Racing | + 1 min 42 s    |

### Points UCI
| Position,          | 1er | 2e | 3e | 4e | 5e | 6e | 7e | 8e | 9e | 10e | 11e | 12e | 13e | 14e | 15e | 16e | 17e | 18e |
| Classement général | 80  | 60 | 45 | 35 | 30 | 25 | 21 | 18 | 15 | 12  | 10  | 8   | 6   | 5   | 4   | 3   | 2   | 1   |